# Gieorgij Okołowicz
Gieorgij Siergiejewicz Okołowicz, ros. Георгий Сергеевич Околович (ur. 16 czerwca 1901 w Rydze, zm. 10 lutego 1980 w Darmstadt) – rosyjski emigracyjny działacz polityczny i publicysta antykomunistyczny, wywiadowca, współpracownik Sonderstab „R”, a następnie Sonderstab „Ingvar” podczas II wojny światowej.
Przerwał naukę w gimnazjum w celu wstąpienia do wojsk Białych gen. Antona I. Denikina. Służył w oddziale karabinów maszynowych jednego z pociągów pancernych. W poł. października 1920 roku wraz z wojskami Białych ewakuował się z Krymu do Gallipoli. Na emigracji pracował jako elektryk. Na pocz. lat 30. wstąpił do Narodowego Związku Pracujących (NTS). Stanął na czele Ukrytego Oddziału Biura Wykonawczego NTS, zajmującego się wywiadowczą i propagandową działalnością antysowiecką. W II poł. lat 30. zamieszkał w Polsce. W ośrodku wywiadowczym pod Warszawą prowadził szkolenia działaczy NTS, przerzucanych następnie nielegalnie do ZSRR. W sierpniu 1938 wraz z A. Kołkowem przedostał się do Rosji Sowieckiej, po czym przez kilka miesięcy odwiedził kilkanaście większych miast, nawiązując kontakty konspiracyjne i zbierając informacje o nastrojach społeczeństwa sowieckiego. Pod koniec 1938 roku udało mu się bezpiecznie powrócić do Polski. Po ataku wojsk niemieckich na Polskę 1 września 1939, wyjechał do Rumunii, kontynuując działalność antysowiecką. Następnie przybył do Berlina. Kiedy Niemcy zaatakowali ZSRR 22 czerwca 1941, przedostał się w październiku nielegalnie do okupowanego Smoleńska. Objął funkcję szefa oddziału transportowego zarządu miejskiego. Był jednocześnie współpracownikiem Sonderstab „R”. Prowadził działalność wywiadowczo-propagandową. Po pewnym czasie przeniósł się do Mińska, gdzie stanął na czele oddziału politycznego Sonderstab „Ingvar”. W poł. 1944 ewakuował się do Niemiec. Został tam aresztowany przez Gestapo, ale na pocz. 1945 roku został wypuszczony na wolność z powodu interwencji gen. Andrieja A. Własowa. Po zakończeniu wojny zamieszkał w Limburgu w zachodnich Niemczech. Współpracował z amerykańskim wywiadem, odnawiając Ukryty Oddział NTS. Prowadził szkolenia działaczy NTS, przerzucanych na terytorium ZSRR. Sowieckie służby specjalne podejmowały nieskuteczne próby schwytania i wywiezienia go do wschodnich Niemiec. Na pocz. 1954 roku do Frankfurtu nad Menem przybył sowiecki agent Nikołaj J. Chochłow w celu zabicia go, ale zrezygnował z tego i ujawnił się. W latach 1955–1957 G. S. Okołowicz pełnił funkcję przewodniczącego Biura Wykonawczego NTS, zaś do 1959 kierował Oddziałem Dalekowschodnim. W 1960 roku ponownie stanął na czele Biura Wykonawczego NTS. W latach 1962–1970 był dyrektorem wydawnictwa NTS „Posiew”. W 1973 z powodów zdrowotnych opuścił kierownictwo NTS, działając w organizacji jeszcze do 1978 roku.